# Església de Sant Giovanni Battista (Lecce)

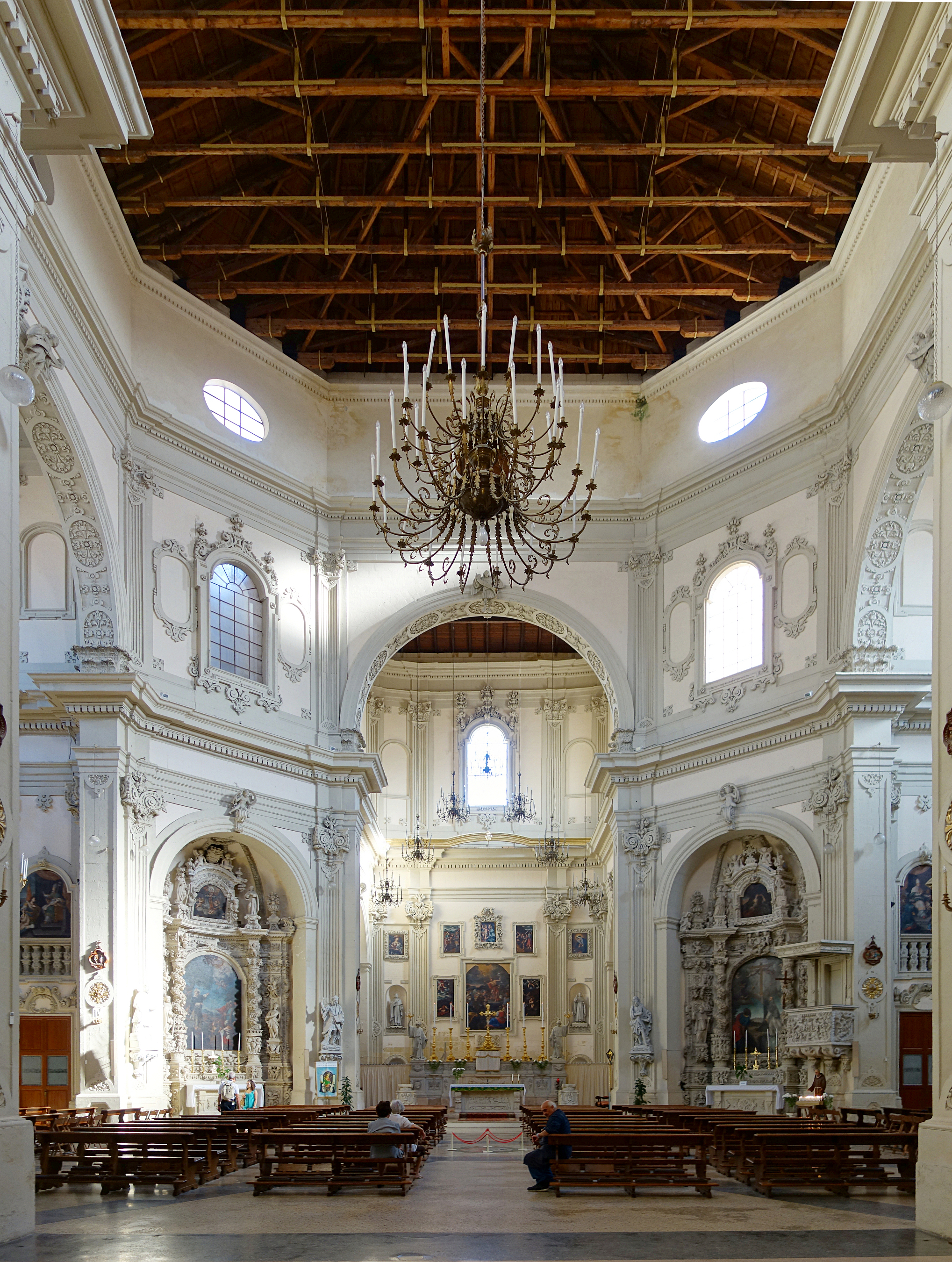
Interior de l'església de Sant Joan Baptista

La basílica de San Joan Baptista (San Giovanni Battista, en italià) o del Rosari, és una església al centre històric de Lecce. Està situat a la Via Giuseppe Libertini, a pocs passos de Porta Rudiae.
Aquesta església va ser un encàrrec del bisbe Giuseppe Pignatelli, que va posar la primera pedra en 1691. Va ser construïda per l'arquitecte Giuseppe Zimbalo, i va ser la seva darrera obra, ja que va morir poc després i enterrat allà. Aquesta basílica es troba al lloc de l'antiga església de Sant Giovanni d'Aymo, del s. XIII.
Damunt la porta principal hi ha l'estàtua de Sant Domenico fundador del dominics i l'escut dels dominics. La façana està dividida en dos nivells per una balustrada, al centre de la qual hi ha la Mare de Déu. L'església té forma de creu grega al voltant d'una volta octogonal. A la base dels pilars de la nau, és possible veure els escuts d'armes de tots els nobles que van donar diners per construir-la.